# Phulbari
Phulbari è un sottodistretto (upazila) del Bangladesh situato nel distretto di Kurigram, divisione di Rangpur. Si estende su una superficie di 163,63 km² e conta una popolazione di 160.250 abitanti (censimento 2011).